# بلنقة

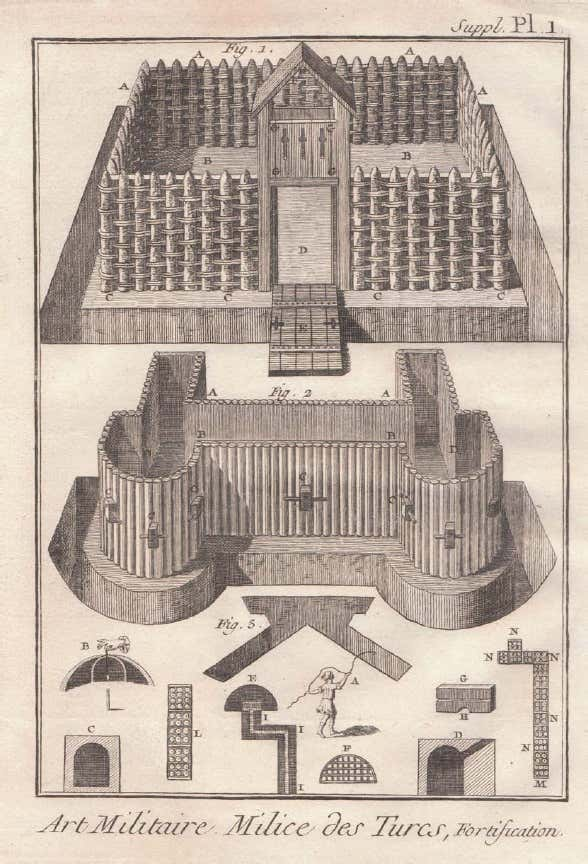
أنواع مختلفة من التحصينات الخشبية المعروفة باسم "بلنقة"

البَلَنْقَة (Palanka)  المعروفة باسم بَركان في جنوب المجر أو بَلَنغة أيضًا، كانت نوع من التحصينات الخشبية التي أنشأتها الدولة العثمانية واستخدمتها استخدامًا واسعًا في مناطق معينة من جنوب شرق أوربا، مثل المجر والبلقان وساحل البحر الأسود ضد الدول المنافسة، خاصة أرشيدوقية النمسا ومملكة المجر. تعتبر الهياكل الدفاعية المكونة من الأسوار الخشبية أقدم طرق التحصين في التاريخ. 

## أهميتها
كان العثمانيون بحاجة إلى شبكة دفاع لحماية حدودهم ومواقعهم (النقاط العسكرية) والطرق العسكرية. بعد أن فتحت الدولة العثمانية المجر في معركة موهاج عام 1526م، استخدمت التحصينات الخشبية المعروفة باسم البلنقات لتحقيق الاستقرار في المنطقة. نظرًا لتكلفتها المنخفضة وبنائها السريع، فقد تم تجهيز النقاط والممرات والطرق المهمة في المنطقة الواقعة بين البحر الأدرياتيكي والبحر الأسود بحصون البلنقات، حيث شكلت هذه التحصينات الأساس لنظام الدفاع العثماني في أوروبا.
تطورت بعض البلنقات إلى مستوطنات أكبر، واستخدموا كلمة "بالانقا" لوصف المستوطنات الريفية التي نشأت من البلنقات في إرزينجان، بشرق الأناضول. 

## بناءها
تباينت هذه التحصينات من حيث الحجم والشكل ولكنها شُيدت في المقام الأول من الحواجز، وكان يمكن بناء هذه الحصون الخشبية وتوسيعها بسرعة، وعادة ما كانت تحتوي على حامية عسكرية صغيرة.
كانت البلنقات تُبنى عمومًا على مُخطط رباعي الزوايا، وكانت الجدران المستخدمة في بناءها متنوعة: 
- يمكن أن تتكون هذه الجدران إما من صف واحد من الأسوار المدعمة، والتي أطلق عليها  الرحالة العثماني أوليا چلبي اسم  تحصين بسياج خشبي بسيط (بالتركية: yalın kat çit palanka)‏.
- أو يمكن بناؤها بطريقة أكثر تعقيدًا، والتي أطلق عليها أوليا چلبي أيضًا اسم  جدار حصين على رصيف مملوء بالردم (بالتركية: dolma rıhtım palanka duvar)‏.

كانت البلنقات محاطة بخنادق تسمى "شْرامپا" (بالتركية: şarampa)‏ يمكن عبور إلى مدخلها عن طريق جسر متحرك، ويمكن إضافة برج مراقبة خشبي فوق البوابة الرئيسية.

## مواقعها
كانت البلنقات العثمانية عادة ما تكون مجاورة لمدينة ما لحمايتها، ويمكن استبدالها لاحقًا لقلعة حجرية أكثر تحصينا كما في حالة نوفي زمكي، كما يُمكن أيضًا أن تُبنى البلنقات لتكون امتدادًا للقلاع الرئيسة.
كان العديد من الحصون العثمانية مزيجًا من التحصينات والأعمال الحجرية من البلنقة. 
يصف الرحالة العثماني أوليا چلبي البلنقة بأنها قلعة أو مدينة محاطة بأسوار خشبية أو بجدران من حجارة البناء.